# Реувейк-Дорп
Реувейк-Дорп (нід. Reeuwijk-Dorp) — село в нідерландській провінції Південна Голландія. Входить до муніципалітету Бодегравен-Реувейк.
Його площа становить 11,45 км², а населення станом на 2021 рік складало 1 995 осіб.

## Галерея

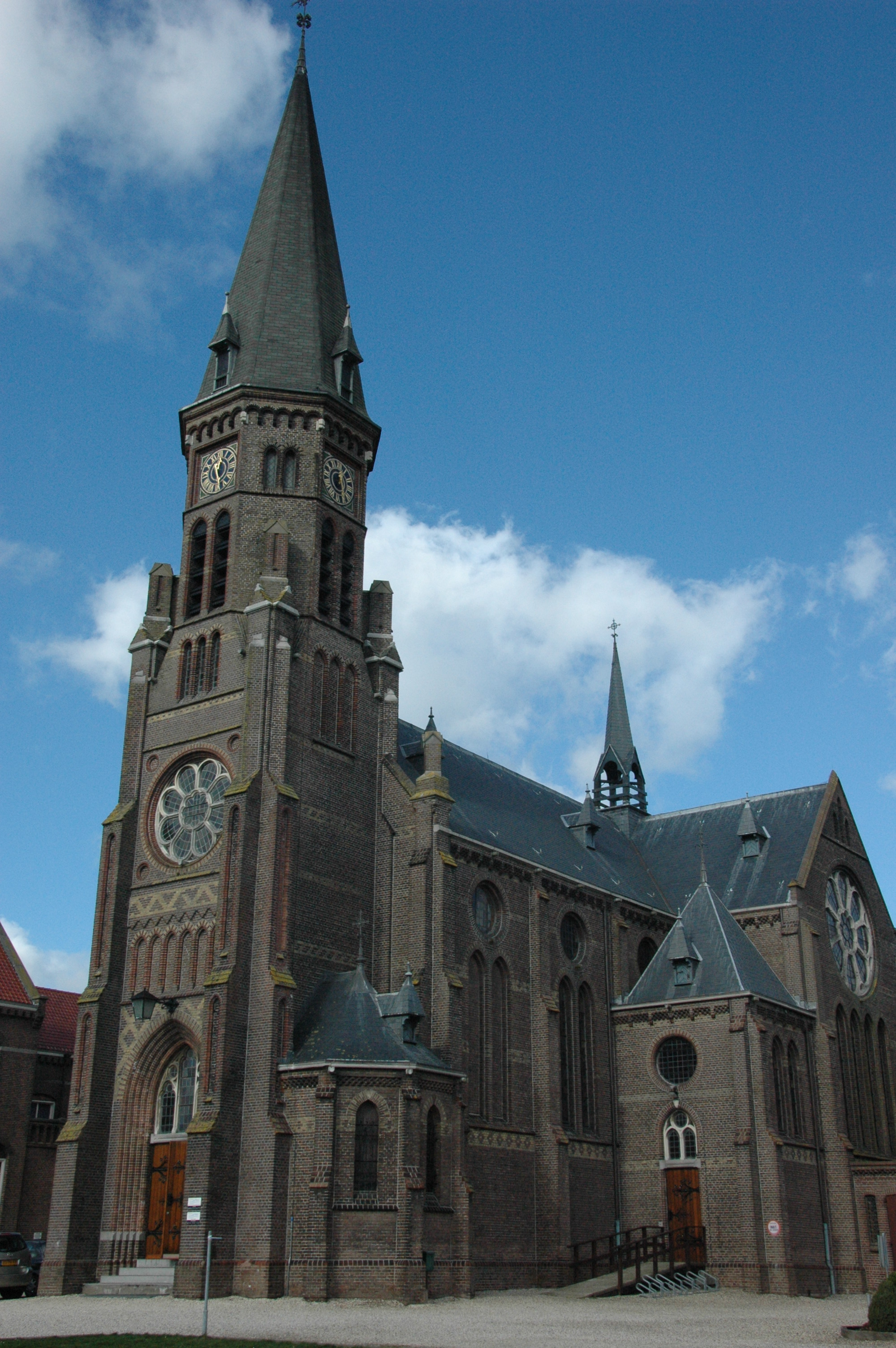
Церква св. Петра і Павла
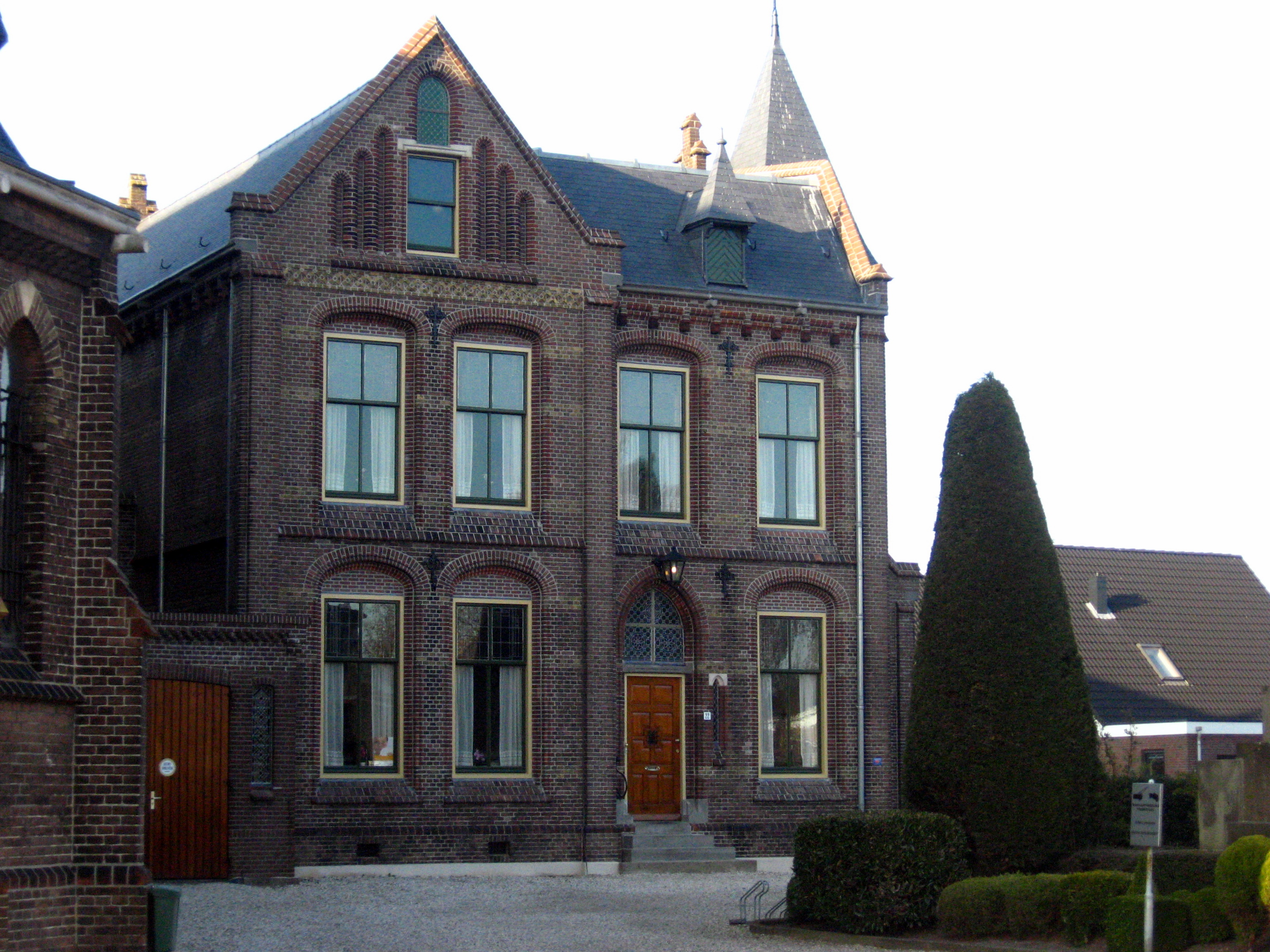
Будинок почту
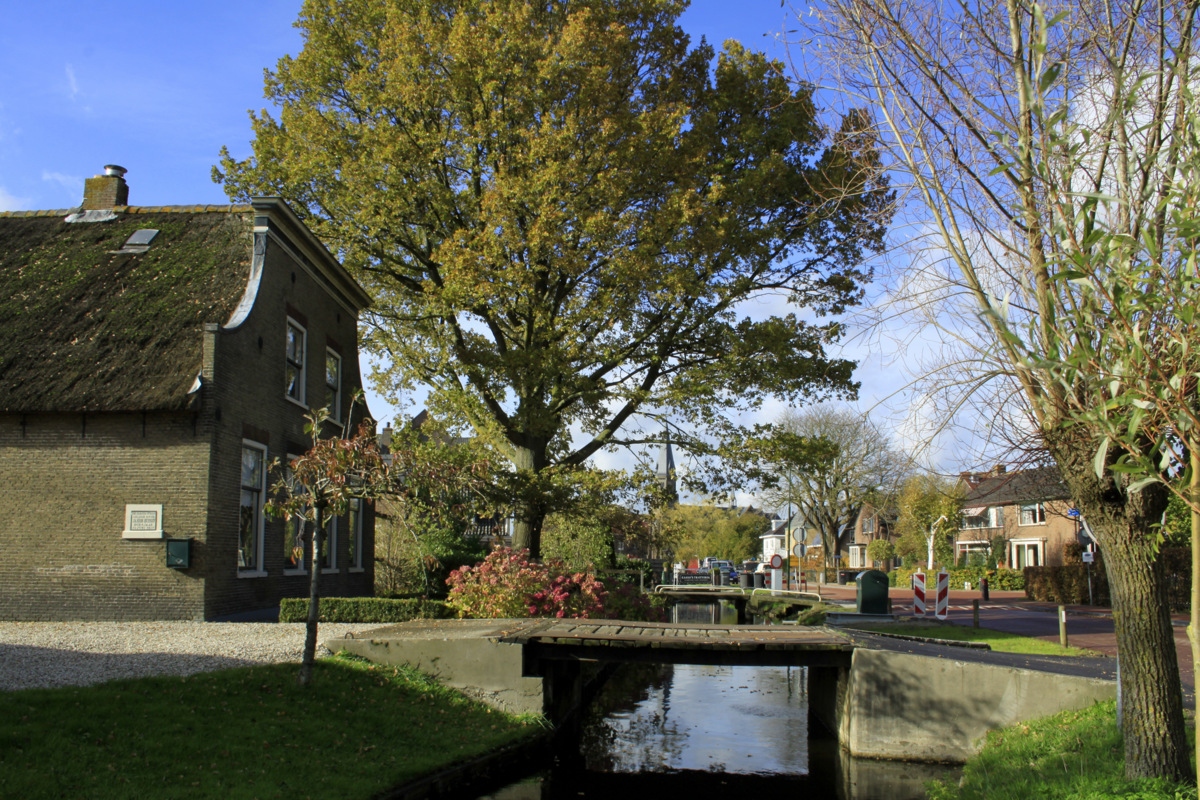
Вид на канал